# L'Étrange Cas Deborah Logan
Pour plus de détails, voir Fiche technique et Distribution.
L'Étrange Cas Deborah Logan (The Taking of Deborah Logan) est un film d'horreur américain réalisé par Adam Robitel, sorti en 2014.

## Synopsis
Afin de filmer un documentaire pour sa thèse consacré à la maladie d'Alzheimer, Mia Medina et ses assistants, Gavin et Luis, choisissent Deborah Logan, une ancienne standardiste atteinte d'Alzheimer qui est prise en charge par sa fille Sarah. Deborah hésite à être filmée mais accepte le projet quand sa fille Sarah lui rappelle qu'elles ont besoin d'argent. Le tournage du documentaire commence mais Deborah ne tarde pas à se comporter de plus en plus étrangement même si son médecin, le Dr Nazir, affirme que ce n'est qu'un symptôme de la progression de sa maladie. Luis, le cameraman, remarque cependant que certains actes de Deborah n'ont aucune explication normale et suspecte quelque chose de surnaturel.
Les choses deviennent plus inquiétantes lorsque Luis et Gavin font un enregistrement de Deborah parlant en français de sacrifices et de serpents. L'équipe remarque aussi qu'une ligne de son ancien standard sonne continuellement et découvre qu'elle appartenait au médecin local Henry Desjardins, qui a disparu après une série de meurtres ritualisés cannibales de quatre jeunes filles. Gavin démissionne peu après. Le comportement de Deborah devient si extrême qu'elle est hospitalisée pour sa propre sécurité.
Mia et Luis découvrent que Desjardins voulait recréer un ancien rituel démoniaque qui le rendrait immortel mais qui nécessitait la mort de cinq filles ayant eu récemment leurs premières règles. Ils se demandent si Deborah est possédée par Desjardins et apprennent qu'il faut brûler le corps du possesseur. À l'hôpital, Harris Sredl, un voisin, rend visite à Deborah, qui supplie Harris de la tuer. Il essaie de se conformer à ses souhaits, mais n'y parvient pas car l'entité qui la possède l'en empêche. Sarah, Mia et Luis découvrent que Deborah a essayé sans succès d'enlever Cara, une jeune patiente atteinte d'un cancer. Sarah découvre qu'il y a des années, Deborah avait appris que Desjardins avait l'intention d'utiliser Sarah comme cinquième victime et qu'elle avait assassiné le médecin avant qu'il puisse le faire, et enterré son corps dans le jardin. Le groupe finit par trouver le corps et essaie de le brûler mais n'y parvient pas.
Deborah réussit à enlever Cara et à l'emmener dans les mines où Desjardins avait tué toutes ses victimes précédentes. Après avoir découvert où se trouve Deborah, le shérif Linda Tweed la suit, mais elle est tuée peu après. Sarah et Mia retrouvent Deborah alors qu'elle essaie de manger la tête de Cara à la manière d'un serpent. Ils réussissent à l'arrêter et à brûler enfin le corps de Desjardins. Le film passe ensuite à des séquences d'actualités de journalistes déclarant que Deborah est inapte à être jugée pour les crimes qu'elle a commis lors de l'enlèvement de Cara. Un autre reportage montre que Cara a surmonté son cancer et qu'elle fête son anniversaire. Cara se tourne vers la caméra et affiche un sourire diabolique.

## Fiche technique
- Titre original : The Taking of Deborah Logan
- Titre français : L'Étrange Cas Deborah Logan
- Réalisation : Adam Robitel
- Scénario : Gavin Heffernan et Adam Robitel
- Photographie : Andrew Huebscher
- Montage : Gavin Heffernan et Adam Robitel
- Musique : Haim Mazar
- Production : Jeff Rice et Bryan Singer
- Sociétés de production : Bad Hat Harry Productions, Jeff Rice Films, Casadelic Pictures et Guerin-Adler-Scott Pictures
- Sociétés de distribution : Eagle Films et Millennium Entertainment
- Budget :
- Pays d'origine :  États-Unis
- Langue originale : anglais
- Format : couleur
- Genre : Horreur
- Durée : 90 minutes
- Dates de sortie : 
  - États-Unis : 24 octobre 2014
  - France : 24 juin 2016 (directement en vidéo)

## Distribution
- Jill Larson (en) (VFB : Rosalia Cuevas) : Deborah Logan
- Anne Ramsay (VFB : Fabienne Loriaux) : Sarah Logan
- Michelle Ang (VFB : Claire Tefnin) : Mia Medina
- Ryan Cutrona (en) (VFB : Patrick Descamps) : Harris
- Anne Bedian (VFB : Catherine Conet) : Dr Analisa Nazir
- Jeremy DeCarlos (VFB : Nicolas Matthys) : Luis
- Brett Gentile (VFB : Erwin Grunspan) : Gavin
- Tonya Bludsworth (VFB : Valérie Muzzi) : le shérif Linda Tweed
- Julianne Taylor : Cara

## Accueil critique
Le film recueille 88 % de critiques favorables, sur la base de 8 critiques et avec une note moyenne de 5,9/10, sur le site Rotten Tomatoes.